# Filippo Randazzo
Filippo Randazzo (ur. 27 kwietnia 1996 w Caltagirone) – włoski lekkoatleta specjalizujący się w skoku w dal.

## Kariera sportowa
W 2013 był dziesiąty na mistrzostwach świata juniorów młodszych. Brązowy medalista juniorskich mistrzostw Europy z Eskilstuny (2015). Siódmy zawodnik halowego czempionatu Europy w Belgradzie (2017). Młodzieżowy wicemistrz Europy z Bydgoszczy (2017). W 2021 zadebiutował na igrzyskach olimpijskich, podczas których zajął 8. miejsce.
Złoty medalista mistrzostw Włoch.
Rekordy życiowe: stadion – 8,12 (16 lipca 2020, Savona); hala – 8,05 (18 lutego 2017, Ankona).

## Osiągnięcia
| Rok  | Impreza                                 | Miejsce    | Lokata            | Wynik |
| ---- | --------------------------------------- | ---------- | ----------------- | ----- |
| 2013 | Mistrzostwa świata juniorów młodszych   | Donieck    | 10. miejsce       | 7,29  |
| 2014 | Mistrzostwa świata juniorów             | Eugene     | el. – 22. miejsce | 7,06  |
| 2015 | Mistrzostwa Europy juniorów             | Eskilstuna | 3. miejsce        | 7,74  |
| 2017 | Halowe mistrzostwa Europy               | Belgrad    | 7. miejsce        | 7,77  |
| 2017 | Młodzieżowe mistrzostwa Europy          | Bydgoszcz  | 2. miejsce        | 7,98w |
| 2017 | Uniwersjada                             | Tajpej     | 7. miejsce        | 7,53  |
| 2019 | Superliga drużynowych mistrzostw Europy | Bydgoszcz  | 4. miejsce        | 8,00  |
| 2021 | Superliga drużynowych mistrzostw Europy | Chorzów    | 1. miejsce        | 7,88  |
| 2021 | Igrzyska olimpijskie                    | Tokio      | 8. miejsce        | 7,99  |
| 2022 | Halowe mistrzostwa świata               | Belgrad    | 12. miejsce       | 7,74  |
| 2024 | Mistrzostwa Europy                      | Rzym       | el. – 13. miejsce | 7,94  |